# Stefan Szańkowski
Stefan Tadeusz Szańkowski (ur. 31 sierpnia 1955 w Łosicach) – polski polityk, samorządowiec, poseł na Sejm I kadencji.

## Życiorys
Ukończył w 1980 studia na Wydziale Chemicznym Politechniki Warszawskiej. Pracował jako nauczyciel, prowadził też gospodarstwo rolne. Działał w NSZZ „Solidarność” i NSZZ „Solidarność” RI. Na początku lat 90. pełnił funkcję wiceburmistrza miasta i gminy Łosice. Sprawował mandat posła I kadencji z ramienia Polskiego Stronnictwa Ludowego - Porozumienia Ludowego.
W latach 1998–2002 był starostą powiatu łosickiego. Następnie pracował jako dyrektor delegatury mazowieckiego urzędu marszałkowskiego. W 2007 został powołany na urząd sekretarza gminy Kąkolewnica Wschodnia.
Należał do Ligi Polskich Rodzin, z listy której bez powodzenia kandydował do Sejmu w 2005 (otrzymał 1088 głosów). W 2006 wraz z Bogusławem Kowalskim odszedł do Ruchu Samorządowego. W wyborach samorządowych w tym samym roku oraz w 2010 bez powodzenia kandydował do rady powiatu z listy Prawa i Sprawiedliwości.
Odznaczony Brązowym (1998), Srebrnym (2006) i Złotym (2017) Krzyżem Zasługi.